# Torrlösa socken
Torrlösa socken i Skåne ingick i Onsjö härad, ingår sedan 1971 i Svalövs kommun och motsvarar från 2016 Torrlösa distrikt.
Socknens areal är 53,02  kvadratkilometer varav 52,69 land. År 2000 fanns här 692 invånare. Trolleholms slott vid orten Trolleholm samt kyrkbyn Torrlösa med sockenkyrkan Torrlösa kyrka ligger i socknen. 

## Administrativ historik
Socknen har medeltida ursprung. 
Vid kommunreformen 1862 övergick socknens ansvar för de kyrkliga frågorna till Torrlösa församling och för de borgerliga frågorna bildades Torrlösa landskommun. Landskommunen uppgick 1952 i Marieholms landskommun som upplöstes 1971 då denna del uppgick i Svalövs kommun. Församlingen uppgick 2002 i Svalövsbygdens församling som 2014 namnändrades till Svalövs församling.
1 januari 2016 inrättades distriktet Torrlösa, med samma omfattning som församlingen hade 1999/2000.  
Socknen har tillhört län, fögderier, tingslag och domsagor enligt vad som beskrivs i artikeln Onsjö härad. De indelta soldaterna tillhörde Norra skånska infanteriregementet, Onsjö kompani och Skånska husarregementet, Fjerresta och Landskrona skvadroner, Billesholms kompani.

## Geografi
Torrlösa socken ligger nordväst om Eslöv. Socknen är en odlad slättbygd med viss skog i norr.

## Fornlämningar
Cirka 70 boplatser från stenåldern är funna. Från bronsåldern finns gravhögar, dessutom finns här stensättningar av järnålderstyp.

## Namnet
Namnet skrevs 1285 Thorlöse och kommer från kyrkbyn. Efterleden är lösa, 'glänta; äng'. Förleden är adjektivet torr..